# Хитрово (Елецкий район)
Хитрово — пристанционный посёлок Федоровского сельсовета Елецкого района Липецкой области.
Расположен к северу от одноимённой железнодорожной станции, вплотную к ней.

## География
В Хитрово имеются улицы — Привокзальная, Станционная и Энергетиков.

## Население
| 2010 |
| ---- |
| 145  |

Население пристанционного поселка в 2015 году составило 139 человек.